# Combés
En náutica, combés (Segundo puente) es el espacio que media entre el palo mayor y el de trinquete, en la cubierta de la batería que está debajo del alcázar y castillo de proa, y en los buques de pozo, en la superior. (fr. Embelle; ing. Waist; it. Pozzo)

## Etimología
Terr. dice: lo mismo que Segundo puente; Garc. y Voc. Nav.: el suelo de la cubierta; y Fern. Nav. el suelo de la cubierta entre el alcázar y el castillo de proa. En escritos de constructores se encuentra definido: "la segunda cubierta de los navíos de dos puentes".
1. Terr.: Terreros (Diccionario Castellano)
2. Garc.: El Doctor Diego García de Palacios (Vocabulario de los nombres que usa la gente de mar, Impreso en México en 1587)
3. Voc. Nav.: Vocabulario Navaresco del siglo XVI
4. Fern. Nav.: El Almirante General D. Pedro Fernández de Navarrete (Diccionario de términos de marina: manuscrito que se halla entre sus papeles)

## Descripción
El Combés es una palabra en desuso que puede referirse a:
- espacio que en la cubierta superior de un barco hay entre los palos mayor y trinquete.
- espacio que media entre el castillo de popa y el de proa.
- en los antiguos navíos de dos puentes se denominaba así a la segunda cubierta.
- gran escotilla o abertura practicada en la cubierta superior desde el palo mayor al trinquete, que, para ventilación de las baterías, principalmente en combate, por acumularse allí humo en gran cantidad, tenían los navíos, fragatas y demás buques de puente a la oreja.
- lugar en el buque en que se colocaban las embarcaciones menores, lancha y botes.